# Тилли, Йоханн
Йо́ханн Ти́лли (фин. Johann Tilli; род. 11 ноября 1967, Керимяки, Миккели) — финский оперный певец (бас).

## Биография
Родился 11 ноября 1967 года в Керимяки.
Получил вторую премию на национальном конкурсе вокалистов в Лаппеэнранте в 1987 году, приз признания на конкурсе вокалистов Тимо Мустакаллио в 1987 году и первый приз на конкурсах вокалистов в Кангасниеми в 1987 и 1990 годах.
Тилли выступает на оперном фестивале в Савонлинне с 1987 года и в Финской национальной опере с 1993 года. Тилли, сделавший международную карьеру, работал в Гамбургской государственной опере с 1990 по 1996 год и в Дюссельдорфской опере с 1996 по 1998 год . С 1998 года у него был резидентский контракт с Дрезденской государственной оперой, где он пел, все басовые партии Вагнера, кроме Хагена и Ханса Сакса.
Тилли можно было увидеть и услышать на всех основных оперных сценах Центральной Европы, таких как Берлинская опера, Цюрих, Мюнхенская государственная опера, Кельн, Штутгарт, Королевский театр в Мадриде, Театр Лисео в Барселоне, а также музыкальные фестивали в Байройте и Брегенце, а также в России, в Большом театре в г. Москве.
Тилли сотрудничал со всемирно известными дирижёрами, такими как Клаудио Аббадо , Даниэль Баренбойм, Семен Бычов, сэр Эндрю Дэвис, Николаус Арнонкур, Вольфганг Саваллиш, Джузеппе Синопол, Джеффри Тейт и Кристиан Тилеман. В Финляндии Тилли наиболее известен своим составом «три баса», двумя другими являются Матти Салминен и Яакко Рюханен. Также были сделаны видеозаписи и записи на компакт-диски трех басовых концертов. Тилли записывался для Deutsche Grammophon, Sony Classical, Orfeo, Capriccio и BIS Records.
В 2010 году Йоханн Тилли основал музыкальное издательство Edition Tilli. Издание Tilli уделяет особое внимание финским, а также русским композиторам и их музыке, а также хочет привести забытые композиции менее известных композиторов в современный формат публикации. В своем издательстве «Edition Tilli» Йоханн издает полное сочинение романсов Сергея Рахманинова. Так же готовятся к выпуску сборники романсов других русских композиторов.
2018 Йоханн Тилли проживает в деревне Колконтайпале муниципалитета Рантасалми. Вместе со своей женой Инари Тилли они открыли в старой деревенской школе Виллу Илокиви .
Тилли написал 18-страничное руководство по немецкому произношению для певцов «Deutsche Aussprache für Sänger» (ISBN 978-952-68934-0-2).

## Работы

### Значимые оперные роли Йоханна Тилли
Коммутация, Дон Жуан, Сарастро, Волшебная флейта, Варлаам, Борис Годунов, Гремин, Евгений Онегин, Рокко, Дон Фернандо, Фиделио, Даланд, Летучий Голландец, Hagen, Fasolt, Fafner, Hunding, кольцо Нибелунга, Генрих, Лоэнгрин, Гурнеманц, Титурель, Парсифаль, Король Марке, Тристан и Изольда, Деревенский граф, Тангейзер, Кинг, Рамфис, Аида, Гуардиано, сила судьбы, Банко, Макбет, Филипп, Великий Инквизитор, Дон Карлос, Сенека, коронация Поппеи, Заккария, Набукко

### Вокальные произведения Йоханна Тилли
Духовные песни соч. 1
Боже мой, почему Ты оставил меня Псалом 22: 2-6 (Псалом Вербного воскресенья), Боже, ты мое единственное прибежище Псалом 43: 2-5 (5-й постный воскресный псалом), Пойте Богу Псалом 68: 5-11 (Пятидесятница), Прославлю Тебя, Господи Псалом 30:2-6 (Псалом на Пасху), К Тебе обращаюсь, Господи, Псалом 24:1-2, 4-10 (Псалом 1-го воскресенья Адвента / Псалом 2-го воскресенья Великого поста)
Духовные песни соч. 3
Блаженны те, кто принимает силу Псалма 84: 6-10, 13 (Псалом 4), Небеса хвалят ваши чудеса Псалом 89: 6-8, 16-19 (Священный псалом), Приидите, вознесем вопль радости в Псалме 94:1-2, 6-7 (Троицкий псалом)
Духовные песни соч. 4
Когда наступил день Пятидесятницы в Деяниях 2: 1-8, 12-13 (Пятидесятница 2-3), Когда я обратил свое сердце к проповеди. 8: 16-17 (Троица, глава 2), Возрадовалось сердце мое о Господе 1. Сам. 2: 1-2, 6-9 (Откровение Марии , 3-я глава)
Духовные песни соч. 5
К чему бояться плохого дня в Псалме 49: 6-10, 16-21 (Пятидесятница воскресенья 2), Господи, сколько времени Псалом 13: 2-6 (пятая неделя Пятидесятницы), Господи, радуйся в делах твоих Псалом 92: 5-10 (9-я неделя Пятидесятницы), Разреши детям прийти ко мне Луки 18:16, Псалом 115:12-15 (воскресенье воскресенье семьи), У Господа престол Свой на небесах Псалом 102:19-22 (Псалом Михайловского дня)
Духовные песни соч. 7
Ман Л. Онерва
Духовные песни соч. 8
Я всегда буду рядом с Господом Псалом 15:8-11 (Псалом 2), Как овца Ап.т. 8:32-33 (чтение с четверга после Пасхи), Как бесконечна Комната. 11: 33-36 (Троица, глава 1)
Органные транскрипции
Бетховен: Праздничный марш (Соната для фортепиано № 10) соч. 14 № 2, Бетховен: Похоронный марш (Симфония № 5) соч. 55, Бетховен: Похоронный марш WoO Anhang 13
Бетховен: Лунная соната соч. 27 № 2, Форе: Павана соч. 50, Григ: Марш соч. 56 № 3, Гендель: Похоронный марш HWV 57, Куула: Фуга соч. 10 № 2б, Куула: Свадебный марш соч. 3б № 2б, Куула: Песня моря соч. 11 № 2, Куула: Прелюдия соч. 10 № 1б, Куула: Траурный марш соч. 26 № 6б, Madetoja: Integer vitae Op. 72 № 1, Мендельсон: Похоронный марш, соч. 103, Мериканто, О.: Траурный марш, соч. 25, Мериканто, О.: В церковное время ОМ 115, Мериканто, О.: Танец троллей ОМ 212, Мериканто, О.: Valse lente Op. 33, Моцарт: Праздничный марш (Волшебная флейта) K 620, Моцарт: Maurerische Trauermusik KV 477, Шуберт: Фуга ми минор op.post. 152 / Д.952, Вагнер: Vierte Szene 2. Обнаженный Лоэнгрин, Марш Нарвы, Куула, Т.: Фуга ТК 15b

## Награды
- Первая премия Мартти Талвела 1990 г.[9]
- Премия Тео Адама 2002 г., особенно за исполнение ролей Вагнера.[6]